# Ici贝桑松
Ici贝桑松（法語：Ici Besançon，直译：「这里贝桑松」，法語發音：[isi bəzɑ̃sɔ̃]），2025年1月5日以前称为France Bleu Besançon（法語發音：[fʁɑ̃s blø bəzɑ̃sɔ̃]，直译为“蓝色法兰西贝桑松”或“蓝色法国贝桑松”），是法国的一家地方广播电台，隶属于Ici广播。

## 历史
Ici贝桑松成立于1986年，彼时名为“法兰西贝桑松广播”（法語：Radio France Besançon），2000年开始使用“France Bleu”作为商业名称，其新的办公楼于2002年启用。2025年1月，“France Bleu”更名为“Ici”，蓝色法兰西贝桑松广播也随之更名为“Ici Besançon”。

## 频率覆盖范围
- 杜省（不含蒙贝利亚尔区）
- 上索恩省